# Yezoceryx maculatus
Yezoceryx maculatus är en stekelart som beskrevs av Chao 1981. Yezoceryx maculatus ingår i släktet Yezoceryx och familjen brokparasitsteklar. Inga underarter finns listade i Catalogue of Life.